# 伊特塔威
伊特塔威（英語：Itjtawy；埃及语全稱Amenemhat-itj-tawy — 意即「阿蒙涅姆赫特，兩國統治者」），是埃及第十二王朝法老阿蒙涅姆赫特一世建立的城市和首都，他在約公元前1991年至1962年間統治埃及。至今伊特塔威的確切地點仍然不明，只知到在法尤姆地區。
法老遷都原因可能是出於戰略理由，伊特塔威靠近迦南，能夠防止敵人進一步入侵。